# Lucius Marcius Philippus (consul in 56 v.Chr.)
Lucius Marcius Philippus (Latijn: L. Marcius L. f. Q. n. Philippus) was een Romeins politicus uit de 1e eeuw v.Chr.
Lucius was de zoon van Lucius Marcius Philippus (consul in 91 v.Chr.). Hij was vermoedelijk in 62 v.Chr. praetor, daar hij in 61 v.Chr. Marcus Aemilius Scaurus minor, een proquaestor van Gnaius Pompeius Magnus maior, in zijn hoedanigheid als propraetor opvolgde in de provincia Syria (een functie die hij twee jaar zou bekleden).
Na de dood van zijn eerste echtgenote, met wie hij een zoon, Lucius Marcius Philippus, en een dochter, Marcia Philippa (sinds 61 v.Chr. de tweede vrouw van Marcus Porcius Cato Uticensis minor), had, hertrouwde hij in 59 v.Chr. met Atia Balba Caesonia (wiens eerste echtgenoot Gaius Octavius dat jaar was overleden), nicht van de dictator Caesar, die tevens een dochter, Octavia Thurina minor, en zoon, Gaius Octavius Thurinus, uit haar vorig huwelijk meebracht. Het was vermoedelijk ook Philippus die het huwelijk van Octavia Thurina minor met Gaius Claudius Marcellus arrangeerde.
In 56 v.Chr. was hij samen met Gnaeus Cornelius Lentulus Marcellinus consul.
Met Marcus Tullius Cicero en Gaius Iulius Caesar bevriend, onthield hij zich van alle werkzame deelneming aan de burgeroorlog (10 januari 49 v.Chr.-17 maart 45 v.Chr.).
De eerzuchtige plannen van stiefzoon Gaius Octavius, nadat deze na de dood van Caesar (44 v.Chr.) bij testament door deze was geadopteerd en zich nu Gaius Iulius Caesar liet noemen, vervulden hem met bezorgdheid.
Lucius werd in 43 v.Chr. samen met Servius Sulpicius Rufus (die nog voor ze hun doel hadden bereikt, zou overlijden) en Lucius Calpurnius Piso Caesoninus (alle drie waren oudere ex-consuls) door de Senaat - op voorstel van Quintus Fufius Calenus - naar Marcus Antonius gestuurd om hem volgende voorwaarden op te leggen: dat hij ophield met zijn aanval op Decimus Brutus en zich terugtrok uit Gallia Cisalpina (en meer dan 200 mijlen verwijderd was van Rome), dat hij zich onderwierp aan het gezag van het Romeinse volk en senaat (SPQR), en een gesprek met Decimus Brutus zou toestaan, zo niet zou hij een oorlogsverklaring riskeren. Marcus Antonius weigerde echter in te gaan op deze voorwaarden en stuurde een eigen gezant met tegenvoorstellen terug met de twee overgebleven leden van het gezantschap van de Senaat terug naar Rome.